# Sato Omi
Omi Sato (sinh ngày 22 tháng 12 năm 1975) là một cầu thủ bóng đá người Nhật Bản.

## Sự nghiệp câu lạc bộ
Omi Sato đã từng chơi cho Denso, Sagan Tosu và Grulla Morioka.